# ندریک یانگ
ندریک یانگ (انگلیسی: Nedrick Young؛ ۲۳ مارس ۱۹۱۴ – ۱۶ سپتامبر ۱۹۶۸) با نام مستعار نیتان ئی. داگلاس بازیگر، و فیلم‌نامه‌نویس اهل ایالات متحده آمریکا بود.
از فیلم‌ها یا برنامه‌های تلویزیونی که وی در آن نقش داشته‌است می‌توان به ستیزه‌جویان (۱۹۸۶)، دیوانه تفنگ، میراث باد، شمشیرزن و ستیزه‌جویان (۱۹۵۸) اشاره کرد.
وی در سال ۱۹۵۸ میلادی بابت فیلم‌نامهٔ ستیزه‌جویان برنده جایزه اسکار بهترین فیلم‌نامه غیراقتباسی و در سال ۱۹۵۹ برندهٔ جایزه ادگار شد.